# باتريك شاركي
باتريك شاركي (1931 – 31 أكتوبر 2016) هو ملاكم من جمهورية آيرلندا راحل، مثّل بلاده في الألعاب الأولمبية الصيفية 1956.

## روابط خارجية
باتريك شاركي على موقع أوليمبيديا (الإنجليزية)